# عين طبرنق
عين طبرنق أو هنشير عين طبرنق هي قرية تقع شرق مدينة قرمبالية. يربط بينها وبين المدينة طريق جبلية.

## المنطقة التاريخية
تصنف قرية عين طبرنق من بين المعالم التاريخية والأثرية المرتبة والمحمية للبلاد التونسية، حيث يوجد في هذه القرية:
- حصن بيزنطي.
- صهاريج رومانية.
- ضريح روماني.
- المعبد الروماني.
- قوس النصر.

## النقل
لا يمكن الوصول للقرية الا عن طريق السيرات الشخصية أو سيارات النقل الريفي. بينما لا يمكن استعمال الحافلة للوصول اليها الا بالنسبة للتلاميذ المشتركين.